# Mark Braverman
Mark Braverman (1984) é um matemático e cientista da computação israelense. Recebeu o Prêmio Alan T. Waterman de 2019.
Obteve um doutorado em 2008 na Universidade de Toronto, orientado por Stephen Cook. Em seguida realizou pesquisas de pós-doutorado na Microsoft Research, tornando-se então membro da faculdade da Universidade de Toronto. Em 2011 tornou-se membro do Departamento de Ciência da Computação da Universidade de Princeton. Foi palestrante convidado do Congresso Internacional de Matemáticos em Seul (2014: Interactive information and coding theory).